# Chill Out
Chill Out ist ein Ambient-Konzeptalbum von The KLF, welches im Februar 1990 auf ihrem eigenen Label veröffentlicht wurde. Das Album stellt eine nächtliche Fahrt an der Golfküste der USA von der mexikanisch-texanischen Grenze nach Louisiana dar.
Chill Out gilt als bahnbrechendes Ambientalbum. David Toop schreibt in der Times, dass Chill Out nicht nur den Genre-Begriff „Chill-out“, sondern auch das Genre „Ambient House“ begründet habe.

## Stil
Das Album besteht aus einer durchgängigen Komposition, die in 14 Teile gespalten wurde. Es erinnert mehr an eine Klangcollage als an puren Ambient durch eine Vielzahl verschiedenster Samples von Stücken von Elvis Presley, Fleetwood Mac, Acker Bilk oder dem Kehlengesang tuwinischer Mönche. Diese Samples und Effekte werden mit der Originalmusik von The KLF überlegt (unter anderem Synthesizern und einer Pedal-Steel-Gitarre).
Nach der Aufnahme erinnerte die Musik das Duo an eine Reise durch den US-amerikanischen Deep South.

„Ich war nie an diesen Orten. Ich weiß nicht, wie diese Orte sind, doch in meinem Kopf kann ich mir vorstellen, dass diese Klänge von jenen Orten stammen, allein wenn ich schon auf die Karte schaue.“

## Rezeption
John Bush vergab fünf von fünf Sternen an das Album und schreibt bei allmusic:

„Chill Out consists largely of fragmented, heavily reverbed steel guitar, environmental sounds (birds, trains), occasional synth, and an angelic vocal chorus repeating the KLF's own "Justified and Ancient" theme. Throughout, Drummond and Cauty display an instinctive talent for wallpaper music that's truly diverting, making Chill Out one of the essential ambient albums.“

„Chill Out besteht größtenteils aus fragmentierten, stark verhallten Steelgitarren, Umgebungsgeräuschen (Vögel, Züge), gelegentliche Synths und einem engelhaften Gesangschor, welcher das eigene KLF-Lied "Justified and Ancient" wiederholt. Die ganze Zeit stellen Cauty und Drummond ein instinktives Talent für Wallpaper Music, welche wahrhaft kurzweilig ist. So wird Chill Out eins der essentiellen Ambient-Alben.“

## Titelliste
1. Brownsville Turnaround on the Tex-Mex Border – 1:43
2. Pulling out of Ricardo and the Dusk is Falling Fast – 1:29
3. Six Hours to Louisiana, Black Coffee Going Cold – 3:01
4. Dream Time in Lake Jackson – 2:37
5. Madrugada Eterna – 7:41
6. Justified and Ancient Seems a Long Time Ago – 1:09
7. Elvis on the Radio, Steel Guitar in My Soul – 2:40
8. 3 a.m. Eternal Somewhere out of Beaumont – 9:50
9. Wichita Lineman Was a Song I Once Heard – 5:57
10. Trancentral Lost in My Mind – 0:56
11. The Lights of Baton Rouge Pass By – 3:26
12. A Melody from a Past Life Keeps Pulling Me Back – 1:51
13. Rock Radio into the Nineties and Beyond – 1:27
14. Alone Again with the Dawn Coming Up – 0:19